# 図書館及び関連組織のための国際標準識別子
図書館及び関連組織のための国際標準識別子（としょかんおよび かんれんそしきのための こくさいひょうじゅんしきべつし、英語: International Standard Identifier for Libraries and Related Organisations; ISIL（アイシル））は、図書館および関連組織（公文書館や博物館など）に割り当てられる国際的な識別子 (ID) である。ISO 15511 として規定されている。
この規格と登録情報の維持管理を担当する国際登録機関は、デンマーク文化省の図書館・メディア庁である。
ISILは、16字以内の英数字と記号からなり、ラテン文字（大文字・小文字とも使用可能だが、同一文字とみなされる）、数字、そしてスラッシュ、ハイフンマイナス、コロンが用いられる。
ISILは、各国の管理機関を表す接頭辞と、各国の管理機関が付与する識別子からなり、その2つはハイフンマイナスで区切られる。接頭辞は2文字で、ISO 3166-1 alpha-2の国コードに準拠し、それに続く識別子は国ごとの国立図書館によって付与される。OCLCの接頭辞が「OCLC-」とされているように、特定の国に属しない、国コードを持たないグローバルレベルの接頭辞も定義されている。国ごとの識別子の部分には、各国ごとの既存の図書館識別子が活用されるため、ISILは、一から国際識別子を制定しようとするものではなく、各国の識別子システムを統合するものといえる。
ISILの例：
- IT-RM0267 …… ローマ国立中央図書館（イタリア）
- AU-TS:RL …… CSIRO森林業局（オーストラリア）
- DE-Tue120 …… ドイツ-アメリカ協会図書館（ドイツ）

日本の場合、国立国会図書館が管理機関となっており、図書館の識別子は「JP-1xxxxxx」（xは数字）という形をとる。2022年10月からは博物館に「JP-2xxxxxx」、公文書館に「JP-3xxxxxx」が付与されている。
日本のISILの例：
- JP-1000001 …… 国立国会図書館
- JP-1000907 …… 東京都立中央図書館
- JP-1003306 …… 東京大学総合図書館
- JP-2000001 …… 札幌市時計台
- JP-3000001 …… 国立公文書館

「ISIL + 半角ピリオド(FULL STOP) + ローカルの資料識別子」という形式で組み合わせたものが、「国際図書館資料識別子」 (ILII) として ISO 20247 で規定されている。